# Lernaeenicus polyceraus
Lernaeenicus polyceraus är en kräftdjursart som beskrevs av C. B. Wilson 1917. Lernaeenicus polyceraus ingår i släktet Lernaeenicus och familjen Pennellidae. Inga underarter finns listade i Catalogue of Life.